# Erik Cederberg
Erik Alfons Cederberg, född 22 augusti 1905 i Helsinge, Finland, död 22 april 1986, var en finländsk jurist.
Cederberg, som var adopterad av hovrättspresidenten Axel Johan Alfons Cederberg, blev student 1925, avlade högre rättsexamen 1933 och blev vicehäradshövding 1936. Han blev kanslist i Vasa hovrätt 1945, registrator 1946, notarie 1947, lägre fiskal 1950, högre fiskal 1951, advokatfiskal 1953, hovrättssekreterare 1954 och häradshövding i Korsholms domsaga från 1955. Han var verksam som advokat i Vasa 1933–1953 och tillförordnad borgmästare i Kristinestad 1936. Han var lokalchef för Vasa marinskyddskår 1936–1944, medlem av Vasa stads folkskoldirektion 1945–1962 och ordförande i Vasa läns södra valkrets 1948–1962.